# Kvarnabo och Sjöbo
Kvarnabo och Sjöbo är två byar i Långareds socken som av SCB avgränsats till en småort i Alingsås kommun i Västra Götalands län.